# Hällsvartspindel
Hällsvartspindel (Zelotes puritanus) är en spindelart som beskrevs av Chamberlin 1922. Hällsvartspindel ingår i släktet Zelotes och familjen plattbuksspindlar. Enligt den svenska rödlistan är arten nära hotad i Sverige. Arten förekommer i Svealand. Artens livsmiljö är skogslandskap. Inga underarter finns listade i Catalogue of Life.